# Yongsang-dong
Yongsang-dong (koreanska: 용상동) är en stadsdel i staden Andong i provinsen Norra Gyeongsang i den centrala delen av Sydkorea, 200 km sydost om huvudstaden Seoul.